# ビッグコア
ビッグコア（BIG CORE）は、コナミ（コナミデジタルエンタテインメント）のシューティングゲーム、グラディウスシリーズに登場する架空の兵器である。

## 概要
バクテリアン軍の主力宇宙戦艦で、完成度の高さとコストの安さにより、戦艦クラスでは最多の配備数を誇り、初めて存在が確認されて以来、数千年間にわたり主力の座を堅持しているという設定である。
第1作『グラディウス』のステージ1から5までのボスキャラクターとして初登場の以来は主人公機であるビックバイパーのライバル的存在であり、モアイと並ぶシリーズの顔でもある。以降の作品においてステージボスないしは中ボス、雑魚キャラ更にはプレイヤー機として登場する。またシリーズを重ねるごとにMk-IIをはじめMk-III、Mk-IV他、様々なバリエーションが登場する。グラディウスシリーズにおける戦艦型のボスキャラはほとんどがビッグコアとその派生である。また「ビックコア」となっている書籍も存在するがそれは誤表記である。

## 特徴
名称の由来である中心部の核（コア）を、ビックバイパーの火器では貫通できないほど堅牢な装甲が覆い、主砲として前方に4門のイオンレーザー砲を搭載している。形状は正六角形を前方へ少し伸ばしたような形で、後部両端には斜めに（MSX版は後ろに）メインスラスター2基と針状のアンテナ4本が装着されている。全体的にステージに登場する小型の雑魚戦闘機をそのままスケールアップしたような外見である。
攻撃方法は作品によって動きが異なるが、基本はレーザー砲4門の一斉射である。砲は固定式ではなく、『V』のデモにおいて、上下に動くことが確認されている。
唯一の弱点は中心部のコアで、前方の主砲の間にある隙間からしか攻撃できず、さらにコアまでは4枚の大きな遮蔽板と1枚の小さな遮蔽板、計5枚（作品によって数が異なる場合がある）の遮蔽板があり、高次周になると遮蔽板を破壊する度に弾を撃ち返してくる（作品によっては最初から撃ち返してくるケースもある）。プレイヤーは主砲の攻撃を掻い潜り（また、撃ち返しの弾を避け）つつ攻撃しなくてはならない。これは以降の作品に登場するコアシリーズも同様である。
機体の向きは2000年代に入ってからのCGデモではビックパイパーに対して縦向きに表現されているが、『沙羅曼蛇』のステージ6に中ボスとして登場する機体は横向きであり、漫画イラスト作品でも横向きであることが多く、『ネメシスII』のパッケージイラストではさらに上下非対称である。
『グラディウスV』などの3DCGでは画面に対する奥行きが薄く、マンボウのような立体形状となっており、デモでは（遮蔽板のある正面ではなく）側面から直接コアのみを撃ち抜かれて倒される描写もある（グラディウスVでは直接コアを攻撃することが容易になっている。ローリングコアが大型レーザーを発射する時も直接弱点を狙える）。また『ソーラーアサルト』では正四角錐のような形状になっており、上下左右どこからでも同じような形状に見えるようになっている。
初代以来使われているBGMには「Aircraft Carrier」というタイトルが付けられている。ただし全ての作品でこのタイトルが付けられているわけではなく、"Gradius 1 Boss BGM"など便宜上のタイトルが使用されることもある。詳しくは初代記事を参照。

## 登場作品
オリジナルのビッグコアが登場する作品は以下の通りである。

### グラディウスシリーズ
グラディウス
ステージ1～5のボス。上下に動き、一定間隔で停止しながらレーザーを1回撃ってくる。FC版、MSX版ではデザインが異なり、FC版についてはハード性能、カセットの容量の制約上、中型ザコキャラの「マザー」とほぼ同じ大きさに縮小されている。MSX版は遮蔽板がとても多く、メインスラスターが斜めではなく真後ろを向いている。
沙羅曼蛇（AC版、PCE版）/ライフフォース
ステージ6の中ボスとして1隻ずつ、合計3隻登場。初代の機体より二回りほど小さく、動きは素早いが遮断板の数が3枚と少ない。停止しないで動きながらレーザーを発射し、レーザーを撃つ間隔が短いのが特徴。
FC版では、ビッグコアの代わりに、デザインを若干変えた「クラッシュバム」という中ボスが登場した（後述）。
グラディウス2/ネメシス90改
ステージ4で中ボスとして1隻ずつ、合計10隻登場。デザインはMSX版の初代ビッグコアに似ている。画面右端のやや上下から交互に出現してそのまま前進し、逆「コ」の字型の軌道を描いて移動する。
グラディウスII
ボスオンパレードの一番手として登場する。攻撃方法のパターンが増え、上下に動き、一定間隔で停止しながらレーザーを1回撃ってきて、ある程度レーザーを撃つと、前進して1回レーザーを撃っては後退する。 遮蔽板を破壊すると1周目から撃ち返し弾が発生する。
FC版では前作よりカセットの容量が増えたためデザインがAC版にかなり近くなったものの、こちらの方がやや大きく、遮蔽板が3枚しかない。
ゴーファーの野望 エピソード2
ボスオンパレードステージのボス。デザインが前作と異なる。
グラディウスIII（AC版）
隠しステージのボス。グラフィックは初代と変わりない。攻撃方法が初代と同じだが、停止しないで動きながらレーザーを撃ってくる。
ネメシス
ステージ1のボス。スーパービッグコアという名称で登場する。「スーパー」の名称通りオリジナルより大型で、デザインはMSX版に準拠している。
ネメシスII
ステージ1開始時に背後よりビックバイパーを追撃してくる。ステージ1終了後に捕獲され、ビッグコア内部での戦闘がステージ2となっている。外見は他のシリーズのものに比べ生物的なデザインで、遮蔽板が無い独自のものとなっている。
実況おしゃべりパロディウス
ボスオンパレードの一番手。SFC版のみ登場する（SS版・PS版では同様のパターンを持つ敵が登場している）。
基本的な戦法は変わらないが、プレイヤー機の背後に回って攻撃してきたり、ビームを一本ずつ発射してくるパターンが追加されている。遮蔽板はFC版『II』同様三つだが、耐久力が高い。
グラディウス外伝
ステージ2の残骸の中から落下や上昇、イオンレーザーで攻撃してくるビッグコアの残骸（スクラップビッグコア）が存在する。また、機体の破片も大量に出てくる。
ソーラーアサルト
ステージ1のボス。レーザーの他ミサイルで攻撃してくる。
グラディウスV
ステージ1,3,7で中型雑魚キャラとして登場、公式の名称は「ビッグコアMk-I」。レーザー砲が6門に増強された。ステージ3では狭い坑道内でビックパイパーを背後から追いかけつつ砲撃してくる。
グラディウス リバース
ステージ1・4のボスとして登場し、攻撃してくる。第一形態はビックコア、第二形態はビックコア・デュオ。
グラディウスNEO
ステージ5の中ボスとして1隻と2隻同時に合計3隻登場してくる。
グラディウスNEO -IMPERIAL-
シリーズ中異例の主人公機であり脱走艦。名称は「ビッグコアカスタム」。ビックバイパーと同じく編隊や特定の敵機を撃破して入手できるパワーカプセルを使用してパワーアップ出来る。
オトメディウス/オトメディウスG
2008年3月26日に追加されたバーサスミッションで登場する。基本的な攻撃パターンはオリジナルから大幅に変化していないが、軽やかな動きでプレイヤーを翻弄する。
ゴージャスモードのカナディアンロッキーステージのボスとしても登場し、専用カラーと操縦者が設定されている（詳細は後述）。
同作ではビッグコアとその系列艦は宇宙戦艦ではなく機動兵器と呼称されている。
オトメディウスX
ステージ4に旧世代のビッグコアが遺跡として登場する。また、ステージ8では雑魚として複数出現する他『外伝』のようなスクラップによるトラップが存在する。

### その他
コズミックウォーズ
2P側（バクテリアン軍）の戦艦ユニットとして登場する。なお同小型戦艦ユニットとして、後述するクラッシュバムが基であるリトルコアが登場している。
がんばれゴエモン～ゆき姫救出絵巻～
ゲームセンターで『グラディウス』がステージ1のみプレイ可能。同ステージのボスとして登場する。
ワイワイワールド2 SOSパセリ城
モアイステージ、または和風要塞ステージクリア後にMAP上に乱入してくる。画面内に収まらないほど巨大で、機体後部が魚の尾びれになっている。船体にはビッグコア型の小型艦載機が出撃するハッチと4門の大型ビーム砲が装備されている。
沙羅曼蛇 瞑想のパオラ
バクテリアンの宇宙空母として登場、デザインはFC版に近い。
ANUBIS ZONE OF THE ENDERS
隠しミッション『ゾラディウス』に登場、グラフィックは劇中に登場する装甲列車のものを使い回しで、攻撃パターンは本編の列車武装を寄せ集めたものとなっている。
遮蔽板はなく、各武装を破壊しつくすと本体も破壊される。また、本家ビッグコアのように移動はしない。
ときめきメモリアル（PCE版）
同作に収録されたミニゲーム『フォースギア』に登場、中盤に雑魚として登場する。
パワプロクンポケット5
収録ミニゲーム『弾出る飛行機ぴゅんぴゅんぴゅん2』に登場、『ワイワイワールド2』と同じく巨大なビッグコアが登場する。こちらは自機が追撃するというステージ構成であり、攻撃も従来のイオンレーザー砲ではなく、船体各所に設置されている砲台からの通常弾である。コアの船体は背景であり当たり判定がないが、砲台とコアに当たり判定があるため、遮蔽版を介さず直接コアに攻撃が可能。コアを破壊すると、内部からボスが出現する。
遊☆戯☆王オフィシャルカードゲーム
ビッグコア、テトラン等歴代のボスキャラクターが巨大戦艦シリーズとしてカード化。「ボスラッシュ」というグラディウスシリーズのボスラッシュのようなことができるカードがある。防壁シャッターの代わりにカウンターが設置され、一度戦闘（攻撃する・される両方）度にカウンターが1個消滅、0の状態で戦闘すると破壊されてしまう。TVアニメ『遊☆戯☆王デュエルモンスターズGX』にも登場している。

## バリエーション

### 直系
ビッグコアMk-II
初登場はAC版『II』ステージ6のボス。機体デザインが初代機の面影がないほどまで大幅に変わっており、コアを2つ搭載している。通常は初代機同様、4門のレーザー砲を単発で撃ってくるが、可動式のカバーを開いて発射するレーザーの数が14門と圧倒的に増加しており、さながら壁のようなレーザーでプレイヤーを追い詰める。可動式カバーが開いたときにのみ遮蔽板やコアに攻撃をすることができるため、プレイヤーはコアを狙いつつ同時に相手のレーザーも回避する必要がある。また、片方のコアを破壊すると破壊されたコアと同じ側についているカバーは開いたまま動かなくなり、そちらに対応したレーザーも撃ってこなくなる。
『III』に再登場した時は『II』に存在した安全地帯は無くなり、SFC版では専用BGMが用意された(※ただし外側の4門のレーザー砲は撃ってこない)。『V』ではバリエーションが増え、自身の角度を斜めに変えるなどの小刻みな動きや、回転しながら突進・回転しながらレーザーを乱射するなど非常に軽やかな動きをする。
『オトメディウス』ではバーサスミッションと移植版『オトメディウスG』ゴージャスモードのヴァルハラステージ（奇数周回）に登場。デザインは作風に合わせてややデフォルメされているがアルゴリズムは『V』を踏襲している。高次難易度状態では非常に高速に移動し、狙い撃つことが困難となっている。
『ソーラーアサルト』ステージ5のボスとして登場するがカバーが三基となり大幅にデザインが異なる。
スクラップビッグコアMk-II
『外伝』ステージ2下部ルート終盤に半分だけ天井から露出する残骸。まだ機能が生きており、カバーを開閉しながら攻撃してくる。外装以外は破壊不可能。
ビッグコアMk-III
Mk-II同様にカバーが可動し、コアは、前部に2つ、後部に1つある。後部のコアには前後に遮蔽板がついており、前方の遮蔽板は前部のコアを両方共破壊することによって攻撃可能になる。開いたカバーから太いレーザーを伸ばし、それで自機を閉じ込め、その中へ反射レーザーを撃つという攻撃方法を主とする。また、艦尾にもレーザー砲があり、近付くと射撃してくる。
初登場のAC版『III』ではカバーが開いた後の反射レーザーの弾速があまりに速く、発射を見てからでは到底回避できないため初見のプレイヤーが最初に躓く原因となっている。更に前部2つのコアを破壊すると細いレーザーを断続的かつ非常に高速に連射する攻撃方法に切り替わり、余計に回避が困難になる。反射レーザーの比較的安全な対処法として「ううまま」という語呂に当てはめられた回避方法が確立され、雑誌『ゲーメスト』などに掲載された。高次周では時間切れで敵が自爆するまで前部のコアを破壊せずに反射レーザーを回避し続けるのが定石とされるほどその脅威は大きい。
SFC版ではゲーム機本体のハード性能とカセット容量の制約上、機体がAC版より若干小さくなっており、反射レーザーがAC版では連射されていたのが単発になり、また弾速も抑えられた。また前部コア破壊後のレーザー攻撃も緩くなっている。
『グラディウスV』ではステージ6の中ボス（3番目）として登場する。いくつかの追尾レーザー砲と艦尾に通常弾を大量に発射する2門の対空砲が追加されることで攻撃のバリエーションが増えた。さらに回転しながら突進するなど動きが軽やかになっている。しかしAC版『III』と比べてビックバイパーが非常に強化されているため、比較的脅威は少ない。
ビッグコアMk-III改
『IV』のステージ8（ボスラッシュ）の2番目に登場するMk-IIIの改良型。攻撃のバリエーションが増え、カバーが斜めにも稼動するようになっている。機体がAC版『III』のものより一回り小さくなっている。
ビッグコアMk-IV
初登場は『V』。ステージ2のボスで4つのコアを持ち、上下のコアは中央2つのコアがあるパーツと分離攻撃することができる。
上下のパーツはさらにランス状の先端パーツが分離し、それを追うようにMk-IIIのレーザーに似た波打つような電撃と巨大なエネルギー球を飛ばし、プレイヤーを押しつぶそうとする。また、中央のパーツから発射後、自機を直線的に狙う誘導レーザーも併せて攻撃することから、プレイヤーは窮屈な戦いを強いられることとなる。高次周では撃ちっ放しレーザーも加わり更に難易度が上昇する。
ネオビッグコア
初登場は『外伝』。ステージ8（ボスラッシュ）の6番手で、1周目では大ボスとなっている。コアは1つでサイズもビッグコアとほとんど変わらないが、流線型に似たシャープな形状をしている。
その攻撃パターンは多岐に渡り、素早く上下移動しながら放射状に放つイオンレーザー、コア部から自機に向かって放たれる機雷（スプレッドボム）、画面左部分を覆いつくすような広角レーザー（ワイドブラスター）を照射する、更にそれらが複合する。
遮蔽板を全て破壊すると前述のイオンレーザー乱射、前進しながら大量のスプレッドボムばらまきなどの攻撃方法も追加される。スプレッドボムの弾頭や開ききる前のワイドブラスターには当たり判定はない。
特に高次周における攻撃パターンの切り替わりのペースや攻撃できるチャンスが少なく、更に二周目以降、船体上下から前後へレーザーをばら撒く小型機が真上、真下に一機ずつ放たれるパターンが加わり更に難易度が上昇する。
『オトメディウスX』ではボスラッシュステージの2番手として登場、イオンレーザーとワイドブラスターは『外伝』と同じだが、スプレッドボムが破壊可能な炸裂弾へと変更され、さらに船体上下より放たれる小型機が画面左側に直進し通常弾をばら撒くパターンに変更されている。また、船体中央部から通常弾を扇状にばら撒くパターンが新たに加わっている。
ジェノサイドコア
初登場は『グラディウスNEO -IMPERIAL-』。ビッグコアをそのまま2隻結合させたようなデザインで、2つのコアを持ち、主人公機のビッグコア・カスタムのパワーアップを強化したような多種多様な攻撃をしてくる。赤の直進するミサイルと青の自機を狙うミサイル、自機狙いのナパームを放つ。カバーが前方にスライドするとビーム状の槍を伸ばし、カバーが後方にスライドすると4本の螺旋状レーザーが発射される。特に注意すべきはビーム槍で発射スピードが速い。カバーが動いた段階で避けないと一撃死することもある。
ビッグコアMk-I Rev.2
初登場は『V』。ステージ1のボス。Mk-Iの直系の強化型である。コアは1つで両脇に円形に左右3つずつのイオンリング砲台のあるアームがあり、形状がランドルト環に似ている。ワープによって登場する。
最初はイオンリング砲台で自機を囲み、そこから破壊可能なイオンリングを連射し、それに併せてコア部から破壊不可能な電磁球を発射する。その後、コア部から太いレーザーで自機を囲い込み、回転しながらイオンリング砲台による掃射が始まる。イオンリング砲台が全て破壊されると、攻撃方法は電磁球一つのみになるが、発射頻度は増える。
一見、全方位からの攻撃で逃げ場が無いように見えるが、この作品独自のシステムである「オプションコントロール」を有効利用することにより倒すことができる。
2周目以降は前方の隙間があった場所に2機目のビッグコアが増設され、完全な円形となる。破壊不可能な電磁球が前後から発射されるようになる。
このボスは制限時間を過ぎても自爆せず、コアを閉じた後、登場時に用いたワープを使って退場する。
SDビッグコア
『極上パロディウス』 ステージ5やスペシャルステージでテトラン、クリスタルコアと共にSD化され、雑魚キャラとして大量に現れる（出現直前に出現地点に警告音と共に警告標識が現れる）。ほぼ全て編隊を組み全滅させるとカプセルやベルを出す。雑魚であるため通常のショット一発で撃破できる。『実況おしゃべりパロディウス』ではステージ4後半で登場。SD化されたビッグコアが陣旗をかざし、槍を構えて突撃する。
SDビッグコアMk-II
『極上パロディウス 〜過去の栄光を求めて〜』では、SD化されステージ5の中ボスとしてSDカバードコアと共に10機登場。行動パターンは『ギャラクシアン』のパロディだが、出現直後に複数機が並んで一斉にレーザーを照射してくる。レーザーには自機のバリアーが効かず、一斉照射されると壁と化すため回避も困難である。そのため同ステージ最大の難関である。『実況おしゃべりパロディウス』のステージ4終盤では同じくSD化された状態で登場する。通常の雑魚で、レーザー砲も撃たず機体両側に短刀らしきものを構え、ただプレイヤー機に突っ込んでくるだけだが耐久力がやや高い。

### 派生
どの機体もビッグコア同様コアと遮蔽板（一部除く）を持ち、通称コア系キャラと呼ばれる。
ここでは要塞型コアも同様に記述（名前の横に※印が付いてあるもの）。（仮称）となっているのは現時点で名称が不明なため便宜上付けられたものであるため公式の名称ではないのを予め御了承頂きたい。

#### 沙羅曼蛇
巡洋艦テトラン
詳しくは該当する項目を参照。
要塞ヴァリス ※
壁にビッグコアを3隻付けた様なデザインをしており、合計3つのコアが配置され、それぞれ1つのコアに3枚の遮蔽板を持つ。攻撃方法は、機体にいくつか設置された砲台（破壊可能）からミサイルを発射したり、地面（背景）にいくつか配置されたハッチから戦闘機を発進させたりするが、主な攻撃はコア本体から1つずつ放出される画面内を反射するブルーボールである。コアの破壊に手間取れば画面中ボールだらけになり、撃破どころか、ボールの回避自体が困難になる。なお、遮蔽板はコアが開く前に破壊可能である。『ライフフォース』では画面内ブルーボールが4つまでになった。『ライフフォース』では、コアのデザインが生物の目の様なグラフィックに変更されており、ブルーボールのグラフィックもアメーバの様なものに変わっている。『グラディウスII』以降に登場する中間要塞の元になった。
FC版では中ボス扱いされており、ヴァリスを倒した後、コアのあった部分を通って奥に進むとテトランが現れる。遮蔽板はコアが開く前に破壊可能。ハッチはグラフィックの描写のみで戦闘機は発進しない。
PCE版ではブルーボールは反射しないで画面外に消えていくようになっており、また、自機のミサイルが地面（背景）に投下されない仕様のためハッチは破壊不能であるが、ある程度戦闘機を発進させると閉じる様になっている。また、遮蔽板はコアが開く前は破壊不可能となっている。
空母デス
詳しくは該当する項目を参照。
クラッシュバム
FC版のステージ5の中ボス。ビッグコアを小型化した機体で、遮蔽板が無くコアは前方に露出している。三機同時に出現して破壊不可能な弾を一定間隔で撃ってくるが、破壊するとカプセルを出す弾も出し、自身も倒されるとカプセルを残す。BGMはビッグコアと同じ"Aircraft Carrier"。コズミックウォーズで、リトルコアとして出演した。

#### グラディウスII
クリスタルコア
その名の通りクリスタルに覆われたデザインと、機体前方へ長く伸びた2本の触手が特徴。ビックバイパーの後方から登場する。触手からの弾（バリアで防御が可能）と本体からのイオンレーザーを撃つ。また、障害物扱いでショットを消去する触手を上下に振り回す為コアへは容易に攻撃できなくなっている。
『III』では発射する弾の数および弾速が強化され、また『II』で存在した安全地帯がなくなったため『II』より難度が上がっている。ちなみに触手からの弾の接触判定がグラフィックよりも1キャラクター分ほど上にずれているというバグがあるため、知らずに戦いを挑むと弾の餌食になることが稀にある。SFC版では、専用BGMが用意されている他、カセット能力のためか動きがやや鈍い。
『ワイワイワールド』2のビッグコアステージでも小型化され全滅させるとカプセルを出す編隊雑魚として登場する。
スクラップクリスタルコア
『グラディウス外伝』ステージ2上部ルートで残骸の中に埋もれており、触手が表に出ている状態で登場。触手の攻撃機能はまだ生きており、攻撃してくる。破壊不可能。
SDクリスタルコア
『極上パロディウス』ステージ5に登場、雑魚編隊タイプと中ボスタイプが登場する。雑魚タイプは編隊を組み全滅させるとカプセルやベルを出す。出現直前に警告標識が出る。行動パターンはテトランに相対する様に縦方向に直進する。中ボスタイプは『スペースインベーダー』のパロディで上下に動きながらレーザーを規則的に撃ってくる。一機撃破するごとに動きが早くなる。『実況おしゃべりパロディウス』ステージ4後半にも登場しており、こちらは槍を構えて突撃してくる。
デスMk-II
詳しくは該当する項目を参照。
カバードコア
コア1つで、円形のボディとその本体を覆うようにカバーが装備されており、これを回転させることでコアへの攻撃を防ぐ（元々はカバーが遮蔽板を完全に覆い隠して停止する予定であったが、製作者のプログラミングミスでカバーの位置がずれて停止することとなった）。また、2門のレーザー砲が付いているが、2010年現在出ている作品では使用されていない。攻撃方法は機体上下から放つミサイル（破壊不可）であり、接触判定が左右に大きい自機の性質上、弱点ともいえる垂直方向への攻撃は脅威である。しかし、安全地帯が存在するため、それを熟知すれば恐れることもない。FC版ではデザインが若干異なっており、遮蔽板の数が5枚になっている。
AC版『III』では遮蔽板の色が青から赤に変更されている。また、カバーの位置がずれて停止した時(遮蔽板付近)の当たり判定がないため、コアのかなり近くまで入ることが可能になっている。SFC版ではAC版に比べやや弱体化しているものの遮蔽板付近の当たり判定が補正され、カバーの位置がずれて停止しても当たり判定がなくなった。更に撃破までに放ったミサイル（破壊不可）はこの作品のみ撃破後全て消滅する(※通常はそのまま飛んでいく)。また専用BGMがある。
PCE版『ときめきメモリアル』に収録されている『フォースギア』に、小型化された雑魚として複数登場する。
スクラップカバードコア
『グラディウス外伝』ステージ2下部ルートでは、ほぼ完全な形での残骸が放置されている。ミサイル発射機能やカバーの回転機能が生きており、更に他の雑魚による攻撃もあいまって同ルートの難所となっている。外装のみ破壊が可能で本体の破壊は不可能。
SDカバードコア
『極上パロディウス』ステージ5の中ボスとしてSDビッグコアMK-IIと共に3隻出現。SDビッグコアMk-IIの後ろでオリジナルと同じくミサイルを上下に放つ。動きはほとんど無いが耐久力が高い。『実況おしゃべりパロディウス』ステージ4終盤にも登場。こちらも耐久力が高く、槍を構えて突撃してくる。
デザートコア
神殿ステージ（PCE版ステージ6）のボス。ビッグコアMK-IIを小型化した様な船体と、船体に対して長い2本の触手を持つ。コアは3基だが、戦闘開始時点では中央のコアは閉じられ遮蔽板も塞がれている。最初は本体のレーザー砲四門と触手からのレーザー攻撃が主だが、触手はクリスタルコアの様に本体をガードせず、自機を斜に攻撃してくる、2つコアを破壊すると、船体前部と触手が崩落し、中央のコアと遮蔽板が開き、2門のレーザー砲と誘導ミサイルの攻撃に切り替わる。
中間要塞（FC版の名前はデモス）※
ステージ8に登場する中ボス。大きな1つのコアと7枚の遮蔽板に8門のレーザー砲、「VF-88Aダッカー」を出す2つのハッチを持つ。レーザーを乱射しながら一定時間にダッカーを放出する攻撃を繰り返す。レーザー砲は耐久力が高いが破壊可能である。ハッチは破壊できない。遮蔽板を破壊する度に1発の撃ち返し弾を放つ。登場シーンはかなり派手で、コアが自機の後ろから飛んで来て特定の位置で停止（浮遊）し、上下の床から2つに分割された機体が迫り出して合体し、遮蔽板でコアの前が塞がれるという演出である。この登場の仕方は後の要塞型コアにも引き継がれる。また、このボス専用のBGMも用意されている。
FC版ではデザインが異なっており、遮蔽板が5枚、レーザー砲が4門になっている。レーザー砲とハッチは数発攻撃すれば破壊できる。また、遮蔽板を破壊した時の撃ち返し弾の数が5発に増えている。

#### グラディウスIII
同作からある程度攻撃を受けるとコアが赤くなるようになった。
ビーコン
SFC版ステージ7（高速面）のボスで、遮蔽板を持たない代わりに5つのコアを持つ（前方4つのコアが実質遮蔽板の役割） 武器は4門のイオンレーザー砲と地形で反射するボール（コアと同じグラフィック）。『V』ではステージ7の高速エリアの中ボスとして登場するが、SFC版『III』とはほぼ別物と言えるほどのパワーアップが成された。長く尾を引く反射レーザーと本体から真正面に発射されるレーザーの複合攻撃は逃げ場を失いやすく、見切りづらい。また、うねる地形を蛇行しながら通常弾を乱射し、機雷を投下して逃げ道を塞ぐといった動く地形を生かした攻撃も行ってくる。
リザードコア
AC版ステージ9キューブラッシュ突破後に登場する。SFC版には同面がないため登場しない。2本のカバー付き触手を展開し本体から6本、カバーからそれぞれ2本の高速レーザーを発射する。初代ビッグコアに近いシルエットだが上下方向に連射性能にすぐれた砲台が設置されているため正面からの戦いを余儀なくされる。また同作はボスのレーザー判定が見た目以上に厳しく、リザードコアに対してはオプション無しで遮蔽板に打ち込むのは至難の業である。敗北するとステージ9の空中戦からやり直しとなってしまう。
デリンジャーコア
AC版ステージ10（SFC版ではステージ8）ボスラッシュの大ボス。アルマジロの甲羅のようなカバー（内側にレーザー発射口装備）を持ち、これを丸めることでコアへの攻撃を防ぐ。攻撃方法はカバーを開いてのイオンレーザー攻撃とカバーを丸めての体当たり。レーザー攻撃時のカバーの開き方は垂直にまっすぐと「＞」の字型の2パターンがある。企画段階は「ベリジャーコア」と呼ばれていた。なお体当たりはAC版は2回に対し、SFC版は1回となっている。
『オトメディウスX』ではボスラッシュステージの4番目に登場。船体を傾斜させることで斜め方向にレーザを乱射するパターンが加わっている。
ディスラプト ※
AC版ステージ10の要塞内で登場する中ボス。3つのコアがあり、それぞれ4枚の遮蔽板を持つ。武装としては8門のレーザー砲とガイ・ヴァン（ダッカー）を出す2つのハッチ、エクセス（戦闘機）を出す2つのハッチを持つ。攻撃方法はレーザーを乱射しながら一定時間にガイ・ヴァンとエクセスを発進させるが、本体からだけでなく、上下にある床を高速に上げ下げさせながら攻撃してくるため画面全体がディスラプトともいえる。レーザー砲は破壊できるがハッチは破壊不可である。
SFC版ではステージ9に登場する。AC版と機体デザインは似ているが、ダッカー用ハッチが本体から出っ張って配置されたデザインで、また、破壊された時の残骸から、機体自体が長くなっている。レーザー砲は6門になっており、床で攻撃してこない。レーザー砲とハッチ両方破壊可能である。登場シーンで分割された機体が合体し（この時からハッチは稼動する）、閉じた状態のコアが機体後方（画面右）から挿入されてから遮蔽板が生え、コアが開いてからレーザー乱射を開始する描写がある。
名前の「ディスラプト（disrupt）」は「分裂する」の意味がある。

#### グラディウス外伝
ノービル
ステージ2下部ルートのボス。ボスにしては小型だが、機体から6本の触手を伸ばしてスクラップを纏い、4門のレーザ砲の照射と同時にばら撒く。しかしスクラップの破壊が容易であるため実際はそれほど脅威ではない。撃破するとコア部からゼロスフォースが現れて消える。
プリズムメーカー
ステージ3に1機のみ登場する中型機。ビッグコアMK-IIに似たデザインをしており、2本のアームを持つ。最初の空中戦で背景から自機の後ろより現れ、クリスタルを1個ずつ放出しながら自機を追い越す。クリスタル地帯に入ると、ビックバイパーを待ち構えており、コアを開いて攻撃する。アームを前方に向けてクリスタルを放出した後、アームを広げて機体に2門とアームに各1門、合計4門のレーザー砲を撃ってくる。また放出してくるクリスタルが自機のレーザー系ショットを屈折させ、コアへの攻撃を阻む。破壊すると画面が白く光り、クリスタルや弾、敵が見えにくくなる。耐久力は高めになっている。
シャイニングコア
ステージ3のボスで、六角形の巨大クリスタルに包まれた状態からクリスタルを割って登場し、直後に後部に追加武装を取り付ける。主な攻撃方法はイオンレーザー、小型のばら撒き弾、機体から伸びた4つのクリスタル体から放たれる大型レーザー。遮蔽板が全て破壊されると攻撃の合間に大型レーザー攻撃を挟むようになる。「シャイニング」と言う名の由来はこれらの武器や弾が鮮やかな色彩で色を変えていくところから来ている。
クラーケン
ステージ7のブラックホールステージに登場するボスで、機体前方に装備された巨大なアームが特徴。このアームの先端からプレイヤーを狙って放つ長いレーザーとアームの「二の腕」部分から放つイオンレーザー、そして画面外からアームで隕石をつかみ砕いて破片を撒き散らすといった攻撃を繰り出す。
レーザーテトラン
ステージ8（ボスオンパレード）1番手で、詳しくは該当する項目を参照。
デスダブル
ステージ8（ボスオンパレード）2番手で、デス2隻とパラサイトコア1隻で構成されたユニット。詳しくは該当する項目を参照。
パラサイトコア
デスダブルと共に登場するステージ8（ボスオンパレード）2番手のボス。デスダブルの中央ユニットで、本体から伸びる片側3本ずつ計六本の触手が上下のデス2隻をそれぞれ繋いでいる。デスが繋がっている時は機首に付いているスタンガンのような装置から3つの電撃をブーメランの様に飛ばしてくるだけだが、デスを失うと、失った方の触手からそれぞれ小さな針状レーザーを撃ってくる。この針状のレーザー自体にもかなりの連射速度がある。
トリプルコア
ステージ8（ボスオンパレード）3番手で、3体で1つのボス。3体時はプレイヤーを電磁フィールドで囲んで破壊不可能弾で攻撃、2体になると互いを電磁フィールド繋ぎ合って回転しながら弾を撒き、最後の1体になるとプレイヤーを狙うように回転しながら大型レーザーでなぎ払う、と1体撃破するごとに攻撃方法が変わっていく。
デルタトライ
ステージ8（ボスオンパレード）4番手で、瞬間移動のように残像が残るほどの素早い動きが特徴。攻撃方法は2門のイオンレーザーの連射と広範囲にばら撒く赤青2種類の機雷（青は破壊不可）、そして上下ハッチから放つプレイヤーを追尾する赤いドラゴン状の弾と機体全体から放つ青い大型レーザー。2周目以降はドラゴンレーザーから十数発の打ち返し弾が飛んでくる。
なお、倒されると赤いドラゴン状の弾を自分に向かって放ち、自沈する。
同じコナミのシューティング『トライゴン』のプレイヤー機「スーパー戦闘機」を模したパロディ的ボスであり各攻撃は同作品のスプレッド（機雷）、ドラゴンレーザー（ドラゴン弾）、ライトニングソード（大型レーザー）がそれぞれ元ネタとなっている。
ジャグラーコア
ステージ8（ボスオンパレード）5番手で、機体から伸びたアームで円形のオプションパーツをその名の通りジャグリングのように操り複雑な攻撃を繰り出す。主な武器はオプションから4方に放つレーザーや本体後部からのミサイル、遮蔽板前方のカバーの砲台から撃たれる波動ビーム（カバーを破壊すると2本の通常レーザーに）。打ち返しは後部ミサイルから。
ヘブンズゲート
ステージ8（ボスオンパレード）最終ボスで、2周目以降に登場する巨大戦艦である。ビッグコアMk-IIとMk-IIIを足した様なデザインだが、コアは1つだけである。5枚の遮蔽板と12門のレーザー砲を持ち、攻撃方法もビッグコアMk-IIと似ているが、こちらの方が多様な攻撃方法を持っており、レーザーをかわすのは難しくなっている。攻撃は通常の青い針型イオンレーザーが基本だが、カバーを開いた後、黄色サーチレーザーから緑色のイオンレーザーへと変わる極細レーザーは黄色い時には当たってもダメージはないが、アトランダムに緑色に変色した時には攻撃判定を持つようになる。その上、カバーが開いている間も上下移動をするので、相手の上下移動に併せてその二色のレーザーに囲まれないようにしつつ青いイオンレーザーも避ける必要があるという複雑な回避を要求される。
『オトメディウスX』では艦隊戦ステージのボスとして登場。操縦者は「藤崎詩織」。そのためかカラーリングが『ときめきメモリアル』の舞台である「きらめき高校」の制服を基にしたものとなっており、奇数周回では夏服、偶数周回では冬服がモチーフとなっている。攻撃パターンは極太レーザー砲、船中央部からのミサイル攻撃、船体上部からの投擲爆弾等が追加されている。
ブーストコア
ステージ9の前半部、高速エリアの中ボス。名称の由来となった上下の大型のブースターが特徴。閉まったシャッターを突き破りながらプレイヤー機を攻撃する。プレイヤーはブーストコアが突き破った部分からしかシャッターを突破できないため、可能な限り正面に付くように随伴しなければならないが、シャッターを突き破るたびにプレイヤーに向かってパーツが脱落し、本体からの攻撃もあいまって窮屈な戦闘を強いられる。武装は二門の低速レーザー砲と船体後部にある3連砲で、レーザー砲は脱落前に破壊可能。2周目以降はブースターの排気炎の色が赤から青に変わり当たり判定が生じ更に難易度が上昇する。
ガンナーウォール ※
ステージ9の後半部、要塞エリアの中ボス。1つのコアに4つの遮蔽板、6門のレーザー砲とダッカーIIγを出す2つのハッチ、ウグルθ（戦闘機）を出す2つのハッチを持つ。レーザー砲とハッチは破壊可能である。最初はレーザーを乱射しながらダッカーとウグルを発進させるが、一定時間になると機体が自機の前に高速で迫り、レーザーを出しっ放しにしながらゆっくり後退する。この時、レーザーを発射する方向は、攻撃に耐えたターンと破壊したレーザー砲の数によって変わる。またレーザー発射パターンは1周目と2周目以降も異なる。

#### グラディウスIV
バブルコア
ビッグコアの上下に筒のような砲台を装備したデザインが特徴。攻撃方法は砲台より撃ち出す泡と本体よりの4本のイオンレーザー。泡は画面周囲を反射するように動き、また本体のレーザーにより分裂するためプレイヤーは四方八方に飛び交う大小無数の泡を回避しながら戦うこととなる。砲台部分に当たり判定はなく接触してもミスにはならない。2周目以降は本体の移動速度が速いため、それに応じて泡の動きも速くなるようになっている。
ローリングコア
ステージ7高速ステージのボス。コアは1つで遮蔽板がコアの前後に3つずつ設けており、本体と「コ」の字状の外殻で構成され、それぞれが広範囲に回転しビックバイパーを狙う仕組み。攻撃方法はレーザー砲台（本体・外殻合わせて計12門、破壊可能だがすぐに再生する）からのイオンレーザー、本体を後ろ向きにして放つ追尾ミサイル、回転しながらの体当たり、そして本体を（ゲーム画面から見て）正面向きにしてコアから放つ大型レーザー。また砲台を破壊し過ぎると、本体がレーザーをひたすら乱射するため破壊がさらに困難となるので注意が必要。
『V』ではステージ6の中ボス（1番目）として登場する。しかし、ミサイル攻撃や外郭を盾にしたレーザー乱射モードは失われ弱体化されている。
『オトメディウス』ではバーサスミッションと『オトメディウスG』ゴージャスモードのヴァルハラステージ（偶数周回）に登場する。攻撃パターンはIVのものに近い。外見はオウムガイのようなカラーリングとなっている。
バニシングコア
ステージ8（ボスラッシュステージ）の1番目に登場。機体に4つのサーチライトを持ち、背景を照らしながら無数のミサイルで攻撃する。サーチライトはその色によりライトの移動とミサイル攻撃のパターンが変化する。黄色はライトにビックバイパーが入るとミサイルが発射され、赤はライトめがけて次々とミサイルが飛んでいき、そして紫はライトを自分を囲むようにして動かし、結果としてミサイルがバニシングコアの周囲を飛び回る形となる。黄色以外はミサイルの軌道がでたらめなので、避難しつつミサイルを破壊することを意識しないと被弾してしまう。
カバードテトラン
詳しくは該当する項目を参照。
バーサクコア
ステージ8（ボスラッシュステージ）の4番目に登場する。上下に僚機を携えて出現し、僚機にはそれぞれ2門のレーザー砲台が装備されておりプレイヤーを狙って長いレーザーで攻撃してくる。僚機は砲台を全て破壊することで撃破できるが僚機を全滅させると本体がレーザーを乱射するその名の通り発狂（バーサク）モードに入る。
プラネットコア
ステージ8（ボスラッシュステージ）の5番目に登場する大ボス。コアは1つでコアの前後に遮蔽板が設けられており、球体状の機体の前後に4門、合計8門の通常レーザー砲と6門の機雷投下口を備える。攻撃方法は機雷（破壊可能）を投下しながら、通常レーザーを撃ち、ある程度機雷を投下すると機体を回転させ、機雷を同じ方向に回す。6門の機雷投下口と2つの遮蔽板付近から合計8門の大型レーザーを不規則に撃ち、時間が経つと全門撃ちっ放しにしたまま機体を回転する。名前は機体と一緒に回転する機雷が惑星（プラネット）と衛星の関係ように見えることから名付けられた。
ブラッディーゲート ※
ステージ9に登場する中間要塞。2つのコアがあり、それぞれ5枚の遮蔽板で守られている。兵装は4門のレーザー砲台と、ダッカーを出すハッチを2つ持つ。レーザー砲台は破壊可能だが一定時間で無限に再生する。ハッチは破壊できない。また、名前が示す通り、全体が赤い色をしている。
前方のコア本体と天井･地上の壁の他、後方も壁に覆われており、四方を地形に囲まれた状態になっている。天井と地上、後方の壁は全て4等分されており、それらの壁が一定のアルゴリズムで上下、もしくは前方に突き出して攻撃してくる。壁が動く際は、壁の中心がオレンジ色に光る。
突き出る壁のアルゴリズムが空間を大きく狭める等かなり厄介な上、レーザー砲台からの攻撃もなかなか激しく、正面きって戦うとかなりの苦戦を強いられる。しかし、天井のハッチの真正面が安全地帯となっており、そこに入ってショットを撃ちっ放しにしていれば装備の有無にかかわらず時間切れまで耐えることができる。

#### グラディウスV
コアの耐久力はシリーズ随一である。また、制限時間を越えても自爆しなくなり、コアを閉じて戦線を離脱する。
デスMk-III
詳しくは該当する項目を参照。
ブラスターキャノンコア
ステージ5のボス。コアは一つで、通常の巡航形態ではビッグコアに似た風貌をしているが、戦闘形態になると機体内部から大型の砲台を連装したアームを上下に展開させる。
最初は巡航形態であり、時折方向転換しながら破壊可能な障害物である小隕石の中を大量の通常弾を撒き散らす機雷を残しながら突き進んで行く。この間、コアはまだ閉じているためダメージを与えることはできず、プレイヤーは小隕石を破壊しながら逃げ惑うこととなる。
その後、戦闘形態に切り替わり、上下のアームからPS2の処理速度を持ってしてでも処理落ちを起こすほどの大量の通常弾を出し始める。この通常弾の嵐は背後から流れてくる小隕石を盾にして凌ぐこととなる。一定時間、通常弾を出し終えると、各砲門から一瞬にして小隕石を焼き尽くすレーザーを放つ。
制限時間を過ぎるとコアを閉じ、上下のアームは閉じずに錐もみ回転しながら左へ退場する。
サークルコア
ステージ6の中ボス（2番目）。2つに分割する八角形の外殻と球状の本体で構成され、プレイヤーは外殻の内部に入り込んだ状態で戦うこととなる。本体は外殻の中を転がる、または反射するように動き砲台配置やイオンレーザーで攻撃、また外殻自体も回転するのでオールレンジにボスの攻撃が襲ってくる。
制限時間を過ぎると画面の奥に後退し、そのまま左へ退場する。
カバードコア Mk-II
ステージ6のボス。『II』に登場したカバードコアの次世代機。初代からの変更点はコアの複数化（1周目は5個。その後周回ごとに増えていき最大14個まで追加）とコア配置（機体中心ではなくカバーのすぐ内側で、コアはカバーと逆方向に回転する）。
攻撃方法は初代と同じくカバーのハッチから放たれるミサイル攻撃と、カバーを高速回転させて放つレーザーや通常弾による全方位攻撃。ミサイルは一定時間で炸裂し通常弾をばら撒くなどバリエーションが増え、また本体が画面周囲を移動するためミサイルの軌道も初代のように左右移動だけでは避けられないものとなった。
特に高次周では炸裂した後の弾丸が多く、大きく離れる必要があるため、ミサイルとの複合攻撃の際にはとても対処に困る。そのため、中央部の"軸とコアの隙間"に入れば炸裂する弾丸以外を全て無効化しつつ攻撃することができるが、その隙間が非常に狭いため、プレイヤーの微調整テクニックを要求される。
『オトメディウス』のバーサスミッションと『オトメディウスG』ゴージャスモードのヴァルハラステージ（奇数周回）に登場。外見はほぼオリジナルを踏襲しているが、機体色が赤系統になり印象が大きく異なる。同作品のボムの一種である「ドラマティックバースト」により弱体化が著しい。
キーパーズコア ※
ステージ7の中間要塞。コアを3つ持ちディスラプトと似た外見をしている。コアを護る遮蔽板の上にそれぞれ電磁球を扇状に放つカバーが被さっていて長期戦は必至である。6門の通常弾砲台は破壊可能だが無限に再生する。
前半戦では電磁球の弾幕と通常弾をかいくぐり3つのカバーを破壊しなければならない。難易度NORMAL以上では上下の壁に向って重力が発生し、ビックバイパーが引き寄せられるため、回避行動が取りにくくなる。
後半戦ではキーパーズコアが動き始め、通常弾と自機後方からバウンドしてくる爆雷をよけつつ3つのコアを破壊することになる。爆雷は、キーパーズコアに衝突すると爆発するため、接近して撃ち込むことができない。また、ステージ途中にあった火柱を設置してくる。これは飛んできた爆雷を盾にして回避する必要がある。ある程度火柱を設置すると今度は画面左端へと突進してくるが、このときに最低でも一列分遮蔽板を破壊し、その隙間に逃げ込まないと押しつぶされる。
上下左右からの攻撃は苛烈で、通常弾の飛んでこない場所を見つけないと安定した突破は難しい。

#### 沙羅曼蛇2
テニーロップ（テトラン2）
詳しくは該当する項目を参照。
プレートコア ※
ステージ5のボス。縦2,5画面に及ぶ要塞型コアで、コアは外見から7個だが上下2箇所のコアは、2つで1つのコアとなっており、実際のコア数は5個。本体そのものには攻撃力は無く、攻撃は護衛機によって行われる。最初に登場する護衛機「クラブレス」を撃破すると、それに換わり、より小型の護衛機「キャニコロ」と雑魚戦闘機である「ハウンド」が出現する。また中央のコアに近づくとザブが出現し、コアへの攻撃を阻む。コア1つ破壊する毎にパワーアップアイテムが出現する。

#### グラディウス2
本作ではコアを破壊した後、コアのあった場所に接触すると戦艦の内部での戦闘に切り替わり、そのまま進むと最深部にはメインジェネレータのような物がある。これに自機がリップルレーザーのような物を照射すると新しい装備が追加される。内部の地形や敵の出現パターンはどの戦艦も同じ（『ネメシス'90改』では若干変わる）。
ライオット艦
ステージ1、13のボス。レーザー砲が6門になった他はほぼビッグコアと同じアルゴリズムである。: 『ネメシス90改』においても同様な扱いだが、コア系ボスの遮蔽版は耐久力が低い代わりにステージ1から大量の打ち返し弾が発生する。
ミスフィッツ艦
ステージ2、3、11、12のボス。ビッグコアと同じくレーザー砲は4門だがレーザー自体は長く、また発射間隔も短い。続編『ゴーファーの野望、エピソード2』のボスラッシュステージにも登場。
『オトメディウスX』のボスラッシュステージの3番目に登場。攻撃パターンは、最初に打ちっぱなしレーザー砲が放たれた後、従来のレーザー砲4門による攻撃と、二門の「磁気イオンレーザー砲」による攻撃を繰り返す。
メイヘム艦
ステージ4、5、9、10のボス。外見的特徴である2門の「磁気イオンレーザー砲」を前方に構え、電撃状のイオンレーザーを交差する様に照射してくる。レーザー照射後、高速で体当たりを仕掛けてくる。
アバドン艦
ステージ7のボス。上下に動きながらイオンレーザー砲を一斉照射してくる。このイオンレーザー砲は砲と砲の隙間が無い為、プレイヤー機は入り込むことはできず、「デスMK-II」の極太イオンレーザー砲と同じく正面から回避しなければならない。
続編『ゴーファーの野望、エピソード2』のボスラッシュステージにも登場。
『オトメディウス』のバーサスミッション及び『オトメディウスG』のゴージャスモードのヴァルハラステージ（偶数周回）に登場する。基本パターンはオリジナルを踏襲しているが、前後パーツに分かれており分離→再合体することでメイヘム艦に変形する。こちらも攻撃パターンはオリジナルほぼ同様だが、雷撃のような「磁気イオンレーザー」の弾速が大幅に強化されている。メイヘム艦でしばらく攻撃した後は再びアバドン艦に変形し、以後時間切れまで変形を繰り返すことになる。オリジナルで可能だった艦内への侵入は、オトメディウスではコアを破壊するとすぐに爆発するためできなくなっている。

#### ネメシス'90改
プラントコア（仮称）
ステージ2に登場するボスで、全体が植物の蔓に覆われているのか緑色にカラーリングされている。中央のコアのレーザーと上下についている触手で攻撃する。しかしネメシス90改のボスは全体的に遮蔽版が多い代わりに簡単に破壊できるので、正直このボスの脅威となるのは遮蔽版からの打ち返しくらいである。
レーザーコア（仮称）
コアの上下に大型のレーザーを取り付けている5面ボス。
ビッグコア改
オリジナルステージだけに登場し、デザインはAC版のビッグコアMk-IIを小型化させたような外観。コアが二つあり、カバーを閉じた状態ではレーザーのみだが、カバーを開いてコア付近の砲門からリップルレーザーを2回発射する。
バブルコア（仮称）
オリジナルステージのボスで、機体を泡で覆覆っている。泡が遮蔽版を兼ねており、撃たれると凹むが、一定時間後経つと元に戻る。

#### 沙羅曼蛇（MSX）
セデューサ
詳しくは該当する項目を参照。
エニグマ
詳しくは該当する項目を参照。
センターコア ※
デッドエンド
メタルスレイブ
オトメディウスXのステージ6ボスとしても登場

#### ゴーファーの野望 エピソード2
クイーンズライチ

#### グラディウスリバース
ビッグコア・デュオ
ステージ1及び4のボス。ステージ1では通常のビッグコアと同じアルゴリズムだが、ステージ4では、前述のパターンで一度コアを破壊されると船体を反転させ、再戦を挑んでくる。この際変形し、内蔵されていた大型レーザー砲が新たに加わり、高速で動き回る。
エニグマ型中間要塞（仮称）※
詳しくは該当する項目を参照。

#### ネメシス
ストライカー
詳細はこちらを参照。
レックレス
マザーコンピューター･Z※

#### ネメシスII
ビッグコア内部コア（仮称）※
2面のビッグコアの内部ステージのボス。上下に1機ずつ設置されている砲台からの3Way弾、エンジンを高速回転させてビックバイパーを右側に引き込む(あるいは左側に吹き飛ばす)、特定の位置から雷を落とすといった攻撃を単独あるいは複合で放ってくる。なお、上下の砲台は破壊可能である。
クレーターコア
3面のアステロイドステージのボス。ビッグコアの上下に火山を身に纏っているような姿で、攻撃方法はビッグコアのように上下に動きつつ4本一組のレーザーを数発撃った後、前進し火山から火山弾を降らせるパターンを繰り返す。
要塞ゲート（仮称）※
4面の惑星地表ステージのボス。本体のコアを囲うようにミサイル砲がせり出している構造を取っている。攻撃方法として本体からは攻撃を撃ち込むと5方向(低難易度では3方向)に分裂するエネルギー弾を、上下のミサイル発射口から計4発の追尾ミサイルを撃ってくる他、時折画面左下からダッカーが援軍としてやってくる。コア本体に遮蔽板はないが、その代わりエネルギー弾で防御してくる。上下にある4門のミサイルの発射口は破壊可能。
要塞中枢コア（仮称）※
小型戦闘宇宙艇（仮称）

#### グラディウスジェネレーション
ジェネレーションのコアは、ダメージを受けると目を瞬かせるようにカバーが動く構造になっている。
ティエラーコア
1面の隕石ステージのボス。隕石を身にまとって登場。最初は隕石が盾となりコアや遮蔽板を守るが、攻撃を続けると隕石が切り離される。主な攻撃は先端部分からの2門のレーザーだが、隕石を画面外から引きつけて攻撃したりしてくる。
クリスタルガスト※
2面のガラスステージに登場するボス。鉱山の縦に伸びる通路を上に移動する大量のコア群を持つ。上下の発射口から6枚ものガラス板を飛ばし、6基の送風機のようなものでガラス板を制御してプレイヤーの動きを制限する。遮蔽板の取り付けられた通路は合計で3本ある。送風機を破壊した場合ガラス板は飛び去っていく。画面最後中央に安全地帯が存在するためこの座標に自機を置いて撃ち続ければ倒せる。
ボルボロス
4面の火山ステージのボス。大小2つの2機で一組となる。どちらも最初はY軸を個別に計算してレーザーで攻撃してくるが、どちらか1機が倒されると攻撃パターンが変化する。
大型機が残った場合は極太レーザー発射ののち前進しながらレーザー連射し再び極太レーザー攻撃で後退、のパターンの繰り返しとなる。小型機の場合はレーザーで数回攻撃→大量の小さい弾をばらまく、のパターンを繰り返す。大型機についている結晶のようなレーザー砲は壊せる。
ペルラ・メラルダ
7面の彗星ステージに登場するボス。大量に遮蔽板をつけたビッグコアのようなデザインで、4門のレーザー砲(機首に2門、側面に2門)と、側面レーザー砲の横に大型レーザー砲を搭載する。同作品の他のボスよりも動きが速いのが特徴。
ビッグコアのように上下に動きつつレーザー砲を撃つ(1)、上下の大型レーザー砲の角度を変えてを変えてレーザー照射しつつ後ろのパーツからカバードコアのように上下から破壊不能のミサイルを降らせる(2)、ゆっくり前進しながらレーザーを連射する(3)の攻撃方法を持ち、1→2→1→3パターンで行動する。
両脇の大型レーザーは打ち込めば壊せるが、壊した後のレーザー砲を用いた時のプログラムが無いようで、該当パターンの手番になると全く動かなくなる。
『オトメディウスX』ではボスラッシュステージの1番手として登場。船体上下の大型レーザー砲が通常のレーザー攻撃に変更されたほか、ミサイルが破壊可能となっている。また、レーザー砲を破壊しても行動停止に陥らなくなった。
レクシオンコア
8面の高速地帯の終盤に登場するボス。上下非対称の魚のような外観を持つ機体で、随伴型兵器を上下に一つずつ持つ。また、コアを破壊しても2回までは後部から機械を接続。遮蔽板と共にコアを復活させ、さらに新たな随伴兵器を換装させる。
レクシオンコア本体の攻撃は、「X軸が合うと直角に曲がるレーザー」「全方位に弾を撒き散らす散弾」「コアから直接放たれる火炎分裂弾」に、随伴型兵器は「交差してうねる触手からツインレーザーを発射するタイプ」「回転しながらレーザーを発射するタイプ」「ザコやゴミを出すタイプ」へと変化する。随伴型兵器は破壊することが可能。
クリフコア ※
8面の要塞地帯に登場するボス。5個のコアとダッカーを出すハッチに加え、レーザー砲台、天井と床に移動式バーナーを装備しており、左右に移動する。遠距離で戦うとレーザーを撃ってくる上先ほどのバーナーが邪魔するため、プレイヤーは接近戦を余儀なくされる。安全地帯も存在するが装備によって場所が異なる場合がある。

#### グラディウスNEO、グラディウスNEO -IMPERIAL-
アストレプト
『グラディウスNEO』ステージ1、5に中ボスとして登場。プラネットコアを小型化させたような外見で遮蔽版はなく、直接コアが覗く。周辺を球体状の小型機が周回しており、そこからレーザーを撃って来る。『グラディウスNEO -IMPERIAL-』ではステージ5の中ボスとして登場。
サテライトコア
『グラディウスNEO』ステージ1に登場するボス。巨大なコアをもつ本体とそれ護衛するいくつかの補助火器があり、実在する人工衛星に似たデザインである。補助火器からレーザーを乱射し、一定時間ごとにコアから大型レーザー砲を撃つ。また、ある程度攻撃すると通常弾をばら撒く。『グラディウスNEO -IMPERIAL-』ステージ2ではデザインが若干変わったサテライトコアMark-IIが登場するが、攻撃方法は同じである。
ギガンティック
『グラディウスNEO』ステージ3のボスとして登場する巨大戦艦。形状は現実の艦船を思わせるデザインで、機首部に上下に分割するハッチを持ち、そこにコアを収めている。画面の大きさの関係から攻撃してくるのは機首部からのみである。機首部からミサイルを飛ばして攻撃してくるが、一定時間になるとハッチを開きコアから大型レーザー砲を撃つ。上下どちらかのハッチを破壊すると、どちらかの部分から通常弾をばら撒くようになる。『グラディウスNEO -IMPERIAL-』ステージ3では色違いで同じデザインのダイダロスが登場する。
オーガシールド
『グラディウスNEO』ステージ4のみに登場するボス。名前の通り超大型のコアを持ち、5つのレーザー砲を武装している。攻撃方法はレーザー砲からランダムにレーザーを放射し、一定時間ごとにコアから超大型レーザーを放つ。それだけでなく、数機のディエロ（戦闘機）が援護に来るため、レーザーを交わすのは難しい。グラディウスシリーズの中間要塞に当たる存在である。
セントラルサーバー
『グラディウスNEO』のみに登場する最終ボス。断面が細長い台形のようなタワーに3つのコアが配置されており、ひし形状の4つの護衛火器を浮遊させている。
ジェノサイドコア
『グラディウスNEO -IMPERIAL-』のみに登場する最終ボス。

### パロディウスシリーズ他

#### パロディウス〜タコは地球を救う〜
パグミスフィッツ
パグライオネット
バグアバドン
エクストラステージのボス。雑魚キャラサイズにダウンサイズ化したグラディウス2の戦艦。攻撃パターンはオリジナルと同一。

#### パロディウスだ！
電飾コア（ビバコア）
ステージ6のボス。モチーフはクリスタルコアで「VIVA CORE」と書かれた電飾がなされている。登場BGMはビッグコアの物だが、船体はパチンコのチューリップをモチーフにした派手な電飾に覆われており、その両脇に破壊可能な弾を発射する触手が生えている。船首部にイオンレーザー砲が4門付けられている。出現パターンはクリスタルコアのように自機の後ろから。遮蔽板を破壊するたびベルと同じように高得点が加算され、コアを破壊すると10000点。
『オトメディウス』のバーサスミッションでは「ビバコア」として登場。デザインがリファインされ、アルゴリズムはオリジナルを踏襲している。触手は破壊可能だがすぐに再生する。

#### 極上パロディウス
デコレーションコア
ステージ3のボス。モチーフはビッグコア Mk-IIIで、攻撃は上下の腕部から搾り出される太いレーザー2門（を模した生クリーム）と中央部の二門の砲塔から抽出される反射レーザーによる挟撃と体当たり。開閉する唇型の中央ブロックにコアの役割を果たす食通小僧（妙な人型キャラクター）が3体、横一直線に揃って並んでいる。
クレイジーコア
ステージ4のボス。要塞ヴァリスと信号機がモチーフで、コアは赤黄青三色の三個。一見要塞型コアのように見えるが、上下に多数の脚がはえており、歩行によって移動する。機体後部から破壊可能なドリルミサイルを連射。上部には先端にレンチ、下部には先端にハンマーが装着されているアームが一本ずつあり、迂闊に接近すると危険。上下のアームを破壊してから攻撃することになるが、破壊されると飛び散るアームの破片にも当たり判定が存在する。

#### 実況おしゃべりパロディウス
デコレーションコアMk-II
ステージ5のボス。デコレーションコアの強化型で、小型化されマニピュレーターを廃し搾り機が3つに増え、それらがボスの周りを回るように動く。また、SFC版のみ、弱点であるキャラクターの配置が横一列ではなく、円状に並んでいる。攻撃方法は搾り機からクリームを発射する。SS版・PS版では、通常の乱射・三本ずつの他に、波状攻撃が追加された。
撃破すると中央ブロックが分離し、両方のパーツが自機を挟み込むように体当たりを仕掛け道連れにしようとしてくる。さらに難易度によってはフェイントを仕掛けてくる。
要塞きんぎょやさん ※
最終ステージの中間要塞。縁日の金魚屋がモチーフで、コアはポイに乗った三匹の魚。元ネタは『III』の中間要塞ディスラプトだが、床は競り上がらず砲台が再生しないためSFC版のディスラプトに近い。

#### セクシーパロディウス
キャンディコア
ステージ5のボス。外見は白とピンクの渦巻き模様のキャンディそのもので、周りを緑色のアメ玉が高速回転している。アメ玉の回転が止まると同時にコインを出す(このコインを取ると、ミッションのコイン獲得にカウントされる)。BGMはビッグコアの「Aircraft Carrier」。
「もん」 ※
最終ステージで5回に渡って登場する中ボス。1回目・2回目は別の場所で、3回目・4回目・5回目は同じ場所で戦う。
1回目と2回目はコアが1つと大変シンプルだが、3回目では3つ、4回目では5つ、そして5回目では12個のコアと戦う事になる。
各コアには3枚ずつ遮蔽板が付いており、破壊する度に弾を打ち返してくる。更に3回目・4回目・5回目は地形に反射するボールを射出してくるため、プレイヤーは非常に厳しい戦いを仕入られることになる。

#### オトメディウス、オトメディウスG
同作に登場するコア及びパワーアップカプセルは地球を模した紋様が刻まれ、それぞれ「ディメイションコア」、「ディメイションカプセル」と呼ばれている。また登場するコア系ボスキャラクターは「ライディングコア」と呼ばれている。バクテリアンがプレイヤー機である「戦闘騎（ライディングパイパー）」に対抗するためビッグコアをベースに小型化されたコアタイプである。コックピットは無く、コアであるディメンションコアに操縦者の意識を転送し遠隔操作するという設定である。
VSミッションに登場するボスキャラクターは、往年の巨大戦艦をベースに攻撃力はそのままに小型化された機動兵器で、完全に無人化されているという設定。公式サイトおよび『G』収録のギャラリーモードにて参照できる設定資料中には、作中には登場しないコア系ボスのバリエーションとして「ミラードコア」「デスコア」等というものも見ることが出来る。
太陽の船＆スカラベユニット
アレキサンドリアステージのボス。
操縦者は「ティティ14世」。
最初は太陽の船を迎え撃ち、太陽の船を撃破するとそこからスカラベユニットが現れる。ただし難易度HARDの時だけはスカラベユニットとは交戦しない。
スカラベユニットはビッグコアと似た動き方で画面右端の上部、中部、下部と三箇所を俊敏に移動しながら弾を大量にばら撒いてくる。その激しい攻撃の代わりに防御力が無く、通常攻撃でもたやすく隔壁やコアを破壊でき、キャラによっては本作のボムの一種である「ドラマティックバースト」を上手く当てることで速く撃破することが可能である。正式名称は「ビッグコア・デルソル」。
クリスタルコア・D-X02
南極ステージのボス。
雪の結晶をベースにした感じのデザインで、触手が6本になっている。攻撃パターンはクリスタルコアをベースにしているが、一度に大量の弾をばら撒いたり、90度回転して隔壁またはコアに撃ちこみにくい姿勢になったり、触手をたたんで突進するなどオリジナルよりパターンに富む。低難易度でも隔壁を破壊すると撃ち返し弾が来るが、大部分は触手や本体に阻まれて消滅するためこれはあまり脅威にならない。なお触手はレーザー系の兵器ならば敵味方問わず屈折する。
登場時はオリジナル同様に画面後方から登場するが、自機より3D画面の手前を通過するため、登場時に画面後方にいてもぶつかってダメージを受けることはない。
ライディングコア・フギン&ライディングコア・ムニン
東京ステージのボス。
操縦者は「ゴーファー姉妹」。LB・ゴーファーは「ムニン」を、RB・ゴーファーは「フギン」を操縦する。
初めはフギンが雑魚ばら撒きと太い直線レーザーを絡めて攻撃を開始する。雑魚は攻撃を当てると巨大化し、かつステージ難易度によっては撃ち返し弾も来る。フギンを撃破、あるいはしばらく戦うとムニンに交代する。こちらは巨大なエネルギーの塊を発射してくる。
ムニンとしばらく戦うか撃破すると支援ユニット「アイゴール」と合体し、様々な攻撃を繰り出す。その攻撃はフギン、ムニンの単体の時よりも激しいものになる。アイゴールを破壊するとステージクリアとなるが、合体後のフギン、ムニンを先に破壊することも可能である。
ただし、アイゴールより先に破壊されて画面左に流れていくフギンかムニンにぶつかるとダメージを受ける。
ブラックビッグコア
『オトメディウスG』のゴージャスモード3面、カナディアンロッキーステージのボス。
操縦者は「メタ・リューム」、彼女専用のビッグコアである。
外観はオリジナルのビッグコアと変わらないが、名称通りの黒いカラーリングが特徴。機体後部から誘導ミサイルを発射し、更に小型のビッグコアが後方上下に2機（高次周もしくは難易度により変化）現れ、護衛機として小型のレーザー砲で攻撃してくるなどVSミッションのビッグコアより多彩な攻撃パターンを有す。対決場面は画面上下に壁がある。
『オトメディウスX』ステージ4にて「BIG CORE」の名前で出現する。
オーディン・コア
『オトメディウスG』のゴージャスモード最終面、ヴァルハラステージのボス。
操縦者は「ゴーファー姉妹」。
平たい半球状のパーツが何枚も重なって、ビッグコアを模したかのような形状をしており、攻撃時には必要に応じて変形する。大きく拡散する多連装ビーム砲、本体を画面いっぱいに展開してのビーム砲平行連射、多連装反射レーザー、巨体を活かしての体当たり、追尾性能のある砲撃の連射など、激しい攻撃を仕掛けてくる。
ビッグコア・エグザミナ
プレイヤーキャラ「ティタ・ニューム」が搭乗する戦闘騎。
初代グラディウスのビッグコアを彷彿とさせる概観であり、高い戦闘能力を有するとされる。詳細は『オトメディウス』の該当項を参照。

#### オトメディウスX
ミラードコア
ステージ1ボスとして登場。基本はレーザー砲6門以外は、通常のビッグコアとほぼ同じ攻撃および撃墜方法である。
オールドビッグコア
ステージ4ボスとして登場。通常のビッグコアの何十倍もの大きさであり、グラディウス等で破壊する中央の遮蔽板の中で戦う。破壊するとビッグコアの中であったことがわかる。

## グラディウスシリーズ以外

### がんばれゴエモン2
巨大核
最終ステージ「からくり城」内の中ボスのひとつとして登場。「ビッグコアMk-II」をSD化したもの。

### ワイワイワールド2 SOSパセリ城
クラブコア※
ステージ8「和風要塞タケヤブ」のボス。『II』の中間要塞と同じく最初にコアが現れ、それをはさむようにカニ状のパーツが合体。固定化された要塞型コアであるが、鋏部がプレイヤー機に向かって伸びてくる（『ネメシスII』や、『グラディウス リバース』2面に登場したボスに近い）。

### ロケットナイトアドベンチャーズ
びっくりコア
同じコナミからリリースされたロケットナイトアドベンチャーズに登場するボスキャラクター。ビッグコアをモチーフにしたパロディキャラクター。